# Shinjō Itō
Pour les articles homonymes, voir shinjō.
Shinjō Itō (伊藤 真乗, Itō Shinjō, 28 mars 1906 – 19 juillet 1989) est le fondateur de l'ordre bouddhiste Shinnyo-en.

## Biographie
Itō Shinjō est né sous le nom d'Itō Fumiaki 文明 en 1906 dans la préfecture de Yamanashi, au centre du Japon. Il a été élevé dans une famille religieusement diversifiée : sa mère appartenait à la foi Tenrikyō, son père venait d'une famille Zen, tandis que sa sœur est devenue une fervente protestante protestante. Itō aurait hérité de son père une tradition connue sous le nom de Byōzeishō 病筮鈔, faisant référence à une ancienne pratique divinatoire : le byōzei 病筮.
En 1932, Shinjō épouse Uchida Tomoji 友司 (1912-1967). Shinjō travaillait à l'époque à Tokyo comme ingénieur aéronautique à la Tachikawa Aircraft Company (Tachikawa hikōki 立川飛行) et après son travail, il conseillait ses collègues en utilisant sa méthode de divination byōzei le soir. En 1934, un prêtre Shingon, Ōbori Shūkō 大堀修弘, qui avait entendu parler des séances de byōzei d'Itō, lui proposa de lui enseigner ce qu'il savait sur le bouddhisme Shingon en échange de lui transmettre la technique de divination. Itō accepta et c'est cette connaissance qui le présentera plus tard au maître Shingon Urano Hōkai 浦野法海, qui aidera Itō à commencer son initiation au bouddhisme Shingon. Le succès de ses séances de divination le décide à quitter son travail. Il est formé au monastère Daigo-ji et est finalement ordiné grand maître (« Grand-Acharya ») du bouddhisme Shingon puis fonde sa propre école du bouddhisme, le Shinnyo (alors connue sous le nom de Communauté de Lumière, Risshōkō 立照講) en mars 1936.
En juin 1936, le premier fils de Itō, Chibun 智文, tomba gravement malade et décéda. Les adeptes établirent alors une comparaison entre Chibun (nommé à titre posthume Kyōdōin 教導院) et le bodhisattva Jizō 地蔵, considérant que sa mort permettait le transfert du fardeau karmique des adeptes. Ainsi, après la mort de Chibun, plusieurs adeptes ont déclaré avoir été miraculeusement guéris de leurs maladies.
En 1950, un ancien adepte du nom d'Ogino 荻野, accusa Itō de violences physiques lors d'un exercice de méditation sesshin. Les allégations ont abouti à un procès de trois ans et Itō a été reconnu coupable et condamné à une peine de trois ans avec sursis, purgeant finalement sept mois de prison. Les adeptes du Shinnyo-En ont argués du fait que le tribunal manquait de familiarité avec les techniques méditatives traditionnelles du sesshin 接心 qui impliquaient à l'époque de taper le dos du pratiquant pour corriger sa posture durant la médiation. Au cours du procès, en 1952, les Itō perdirent leur deuxième fils, Yūichi 友一 (1937-1952 ; nommé à titre posthume Shindōin 真導院), à cause de maladies contre lesquelles il luttait depuis son plus jeune âge. Itō décida alors de changer le nom de son mouvement, terni par la couverture médiatique du procès, en Shinnyo-En.
En 1989, Itō Shinjō décède à l'âge de quatre-vingt-trois ans. Sa fille Masako lui succéda. Elle est communément appelée par les adeptes "Shinnyo Keishu" 真如継主 (l'héritière du Shinnyo).
Parallèlement à son activité de maître et enseignant bouddhiste , Shinjō Itō est également connu comme photographe et talentueux sculpteur d'ouvres bouddhistes. Ses œuvres ont été présentées dans une exposition du centenaire à travers le Japon en 2006 et une grande exposition à la Milk Galerie à New York en 2008. Parmi les autres expositions, citons l'exposition personnelle au Forum Westwood Art de Westwood (Los Angeles), Californie du 8 mai 2008 au 29 juin 2008.